# Катар-3
Ка́тар-3 (Qatar 3) — одиночная звезда в созвездии Андромеды на расстоянии приблизительно 2449 световых лет (около 751 парсек) от Солнца. Видимая звёздная величина звезды — +12,88m. Возраст звезды определён как около 310 млн лет.
Вокруг звезды обращается, как минимум, одна планета.
Звезда не видна невооружённым глазом.

## Характеристики
Катар-3 — жёлтый карлик спектрального класса G0V. Масса — около 1,145 солнечной, радиус — около 1,91 солнечного, светимость — около 3,174 солнечной. Эффективная температура — около 5981 K.

## Планетная система
В 2016 году группой астрономов, работающих в рамках проекта QES, было объявлено об открытии планеты Катар-3 b. По массе она превосходит Юпитер в 4 с лишним раза. Планета обращается очень близко к родительской звезде — на расстоянии 0,03 а.е. — и представляет собой типичный горячий юпитер.